# Луїс Лієндо
Луїс Ігнасіо Лієндо (ісп. Luis Ygnacio Liendo; нар. 25 листопада 1980, Каракас) — венесуельський борець греко-римського стилю, триразовий срібний та дворазовий бронзовий призер Панамериканських чемпіонатів, чемпіон, срібний та бронзовий призер Панамериканських ігор, чемпіон Південноамериканських ігор, чемпіон, срібний та бронзовий призер Центральноамериканських і Карибських ігор, чемпіон Боліваріанських ігор, учасник Олімпійських ігор.

## Життєпис
Боротьбою почав займатися з 1990 року.
Виступав за борцівський клуб IND Ла-Вега. Тренер — Маріо Фігуероа.

## Спортивні результати на міжнародних змаганнях

### Виступи на Олімпіадах
| Змагання                    | Збірна    | Вагова категорія                 | Місце |
| --------------------------- | --------- | -------------------------------- | ----- |
| Літні Олімпійські ігри 2012 | Венесуела | греко-римська боротьба, до 60 кг | 12    |

### Виступи на Чемпіонатах світу
| Змагання                        | Збірна    | Вагова категорія                 | Місце |
| ------------------------------- | --------- | -------------------------------- | ----- |
| Чемпіонат світу з боротьби 2002 | Венесуела | греко-римська боротьба, до 60 кг | 16    |
| Чемпіонат світу з боротьби 2005 | Венесуела | греко-римська боротьба, до 60 кг | 12    |
| Чемпіонат світу з боротьби 2007 | Венесуела | греко-римська боротьба, до 60 кг | 21    |
| Чемпіонат світу з боротьби 2009 | Венесуела | греко-римська боротьба, до 66 кг | 27    |
| Чемпіонат світу з боротьби 2011 | Венесуела | греко-римська боротьба, до 60 кг | 5     |

### Виступи на Панамериканських чемпіонатах
| Змагання                                   | Збірна    | Вагова категорія                 | Місце  |
| ------------------------------------------ | --------- | -------------------------------- | ------ |
| Панамериканський чемпіонат з боротьби 1993 | Венесуела | греко-римська боротьба, до 68 кг | 5      |
| Панамериканський чемпіонат з боротьби 2002 | Венесуела | греко-римська боротьба, до 60 кг | Бронза |
| Панамериканський чемпіонат з боротьби 2003 | Венесуела | греко-римська боротьба, до 60 кг | Срібло |
| Панамериканський чемпіонат з боротьби 2005 | Венесуела | греко-римська боротьба, до 60 кг | Срібло |
| Панамериканський чемпіонат з боротьби 2006 | Венесуела | греко-римська боротьба, до 60 кг | 5      |
| Панамериканський чемпіонат з боротьби 2007 | Венесуела | греко-римська боротьба, до 60 кг | Бронза |
| Панамериканський чемпіонат з боротьби 2008 | Венесуела | греко-римська боротьба, до 60 кг | 5      |
| Панамериканський чемпіонат з боротьби 2011 | Венесуела | греко-римська боротьба, до 60 кг | Срібло |

### Виступи на Панамериканських іграх
| Змагання                  | Збірна    | Вагова категорія                 | Місце  |
| ------------------------- | --------- | -------------------------------- | ------ |
| Панамериканські ігри 2003 | Венесуела | греко-римська боротьба, до 60 кг | Срібло |
| Панамериканські ігри 2007 | Венесуела | греко-римська боротьба, до 60 кг | Бронза |
| Панамериканські ігри 2011 | Венесуела | греко-римська боротьба, до 60 кг | Золото |

### Виступи на Південноамериканських іграх
| Змагання                       | Збірна    | Вагова категорія                 | Місце  |
| ------------------------------ | --------- | -------------------------------- | ------ |
| Південноамериканські ігри 2014 | Венесуела | греко-римська боротьба, до 66 кг | Золото |

### Виступи на Центральноамериканських і Карибських іграх
| Змагання                                                | Збірна    | Вагова категорія                 | Місце  |
| ------------------------------------------------------- | --------- | -------------------------------- | ------ |
| Центральноамериканські і Карибські ігри 2006            | Венесуела | греко-римська боротьба, до 60 кг | Золото |
| Центральноамериканські і Карибські ігри 2010 (Маягуес)  | Венесуела | греко-римська боротьба, до 60 кг | Срібло |
| Центральноамериканські і Карибські ігри 2014 (Сан-Хуан) | Венесуела | греко-римська боротьба, до 66 кг | Бронза |
| Центральноамериканські і Карибські ігри 2014 (Веракрус) | Венесуела | греко-римська боротьба, до 66 кг | 7      |

### Виступи на Боліваріанських іграх
| Змагання                 | Збірна    | Вагова категорія                 | Місце  |
| ------------------------ | --------- | -------------------------------- | ------ |
| Боліваріанські ігри 2013 | Венесуела | греко-римська боротьба, до 66 кг | Золото |

### Виступи на інших змаганнях
| Змагання                                                      | Збірна    | Вагова категорія                 | Місце  |
| ------------------------------------------------------------- | --------- | -------------------------------- | ------ |
| Олімпійський кваліфікаційний турнір з боротьби 2004 (Ташкент) | Венесуела | греко-римська боротьба, до 60 кг | 9      |
| Гран-прі Іспанії з боротьби 2011                              | Венесуела | греко-римська боротьба, до 66 кг | 12     |
| Trophee Milone 2012                                           | Венесуела | греко-римська боротьба, до 60 кг | Золото |
| Міжнародний турнір Любомира Івановича-Гедзи 2012              | Венесуела | греко-римська боротьба, до 60 кг | Золото |
| Кубок Владислава Пітласинські 2012                            | Венесуела | греко-римська боротьба, до 60 кг | 13     |
| Гран-прі Іспанії з боротьби 2012                              | Венесуела | греко-римська боротьба, до 60 кг | Золото |

### Виступи на змаганнях молодших вікових груп
| Змагання                                      | Збірна    | Вагова категорія                 | Місце |
| --------------------------------------------- | --------- | -------------------------------- | ----- |
| Чемпіонат світу з боротьби серед юніорів 2000 | Венесуела | греко-римська боротьба, до 63 кг | 4     |